# 花のみやこ!
『花のみやこ!』（はなのみやこ!）は、『月姫』（TYPE-MOON）を題材とした桐嶋たけるの漫画作品。

## 概要
月刊コンプエース2013年1月号から連載開始。TYPE-MOONのビジュアルノベルゲーム『月姫』シリーズからのスピンアウト企画漫画。『月姫』をはじめとした従来のTYPE-MOON作品と類似した人名・地名が登場するが、その舞台設定は本作のオリジナルの設定で、それらの作品との直接的な繋がりや、TYPE-MOON作品で多く見られる伝奇要素はないとされている。2014年7月号にて「第一部完」として完結した。
本作のヒロインは『月姫』のスピンアウト作品である『MELTY BLOOD』に登場した有間都古。『MELTY MLOOD』当時の都古は小学校6年生であり、桐嶋は『MELTY BLOOD』のコミカライズを同誌上で連載していた経緯がある。高校生の有間都古という設定はTYPE-MOON作の設定資料集『Character material』に記述がある。
登場人物の多くは『月姫』や『Fate/stay night』などの作品にもともと存在するキャラクター名になぞらえて登場しているが、これは武内崇の提案・指示によるもの。また『月姫』シリーズの主役級の登場も無しとされており、アルクェイドのみ姫アルクでOKとされている。奈須きのこは「スーパー型月大戦」と形容している。
連載はコンプエース2014年7月号にて終了し、単行本は全3巻刊行された。第一部完とされているが公式の続編の有無については発表されていない。ただし2014年12月にイラスト投稿サイト・pixivにて「二次創作的同人漫画」と注記した上での続編漫画『花のみやこ レジェンド』の連載が開始された。pixivの桐嶋のアカウントでは期間限定公開としているが、公開終了後は各話ごとに同サイト内にて電子書籍として販売されている。

## あらすじ
武術による実力至上主義を標榜する武闘派学園・私立浅上高等学校。1年生の七夜詩希は、人員規定を満たさない合気道部の人員勧誘のため、同じクラスの少女・有間都古に目を付ける。一件おとなしめの少女であった都古は、実は類稀なる実力の持ち主だった。

## 登場キャラクター

### 合気道部
有間 都古（ありま みやこ）
浅上高校の女生徒。所属は1年3組で出席番号は1番。
三つ編みに黒縁眼鏡、他の女生徒よりも明らかに丈の長いスカートと、非常に地味な出で立ちで、クラスメイトからも無愛想で、存在感が希薄過ぎてむしろ目立っているという評価を押されている。部活にも入っておらず、学内のランキングも低かったが、実はタイマンで美綴を一撃で破る程の実力者で、「我流猫熊式八極拳（なんちゃってパンダしきはっきょくけん）」を自称する。眼鏡で顔を隠しているが、素顔は整っている。中学生時代に打ち立てた武勇伝に気後れしており、また地元である三咲町での多くの舎弟に囲まれる生活に辟易しているため、高校ではあえて地味を装っている。
美綴に絡まれていた詩希を助けたことから関係ができ、以後の騒動から合気道部の5人目の部員として仮入部を果たす。
七夜 詩希（ななや しき）
都古のクラスメート、出席番号25番。合気道部の女子部員。
一人称はボクで、頭部からはいわゆるアホ毛が生えている。学内ランキングは非常に低く、合気道部でも同期の慎妓に全く歯が立たないが、潰れてしまった茶道部に掛け持ちで所属していたため点茶が得意。浅神の指示により部員を探しているところに、都古と出会う。「シキ」という名は、都古に心当たりを想起させている。
都古の素顔を知った数少ない人物の一人であり、以降しつこく都古を合気道部に勧誘し続けることになる。都古を合気道部に仮入部させることには成功しているが、一方で都古とのレズ関係を噂されることになってしまった。一方で面食いであり、アルトリアの性別を見抜いた上で一目ぼれしている。
多重人格（解離性同一性障害）であり、少なくとも三つ以上の人格を有している。アルクはこの事について知っているが不明点も多く、自身もこの事については全く知らない。
七夜 死忌（ななや しき）
詩希が危機に陥った際に覚醒した、詩希の別の人格。この人格になると性格が攻撃的に様変わりし身体能力も大きく上昇する。アルク曰く、22歳の青年の人格。6歳人格の詩希からは「教授（プロフェッサー）」と呼ばれている。
6歳の詩希
詩希の別の人格の一つ。6歳の少女の人格で、アルクが一度遭遇したことがある。都古の事を「お姉ちゃん」と呼称している。
浅神 藤耶（あさがみ ふじや）
誕生日：5月20日 血液型：B型 身長：162cm 体重：50kg
合気道部の女子部長（主将）、3年3組所属。ランク15位。
のほほんとした性格で、マイペースな詩希に対しても寛容。養神館合気道二段の実力者。1年間一人で部を回してきたが、部の継続に必要な部員数を下回っていることをマリアに目を付けられ、部員たちに勧誘の指示を出す。浅上高校の創設者一族で、祖父は現理事会幹事。良くクルクルと回る。
朱紗 慎妓（あかさ まき）
合気道部の女子部員。
詩希とは同期で共に合気道を始めたが、今は詩希よりも遥かに実力は上。何かと要領がよく、どんくさい詩希とは対照的。

### ランキング監査委員会・朱月会
姫月 アルク（きづき -）
誕生日：12月25日 血液型：AB型 身長：142cm 体重：32kg
朱月会会長、ランキング監査委員長。前生徒会長。3年9組所属。ランクは朱（ランク外指定EX+）。
校内最強の生物と言われる、小柄な西洋人風の女生徒。
浅上学園で事実上最も発言力を有する存在。都古や詩希について何かを知っている素振を見せる。
マリア・E・ソカリス
誕生日：6月1日 血液型：O型 身長：163cm 体重：49kg
朱月会所属、ランキング監査委員第一席。2年4組所属。ランク4位（ただし役職上10位という事になっている）。
褐色肌に金髪の女生徒。交換留学生。元生徒会役員だったが、現役引退後は公正なランキング執行のために監査の役に付く。単繊維ワイヤー暗器術という視認しにくいほどに細いワイヤーを駆使して戦う。正確は非常に冷静で論理思考にも長けているが、その枠から外れる者（彼女曰くバカ）に対しては感情的になる。実は天然で人使いが荒い。
葛木 亜魅（くずき あみ）
誕生日：2月19日 血液型：A型 身長：154cm 体重：38kg
朱月会所属、ランキング監査委員調査部員。1年9組所属。ランク3位。
眼帯にパンクファッションで身を固める、非常に細身の女生徒。やや乱暴な言動が目立つが、戦闘時以外の性格は割と温厚で、襲われた詩希を助けるなど性格は優しい所もある。隠れた実力者である都古を気に入り、執拗に付け狙う。その戦闘スタイルは、目視した他人の技術をコピーするというもの。無邪気な性格だが高ランクの戦闘があるとすぐに混ざりたがる問題児。
『Fate/stay night』の登場人物である葛木宗一郎の娘。
巫浄 瑠璃（ふじょう るり）
朱月会所属、監査委員。銀バッヂ持ち。
丁寧な物腰の女生徒。内偵として慎妓に通じて合気道部に入部するが、任務終了と共に退部した。

### 未公認体育会系親睦団体・葉隠
美綴 稔（みつづり みのる）
誕生日：12月30日 血液型：AB型 身長：203cm 体重：135kg
弓道部部長で体育会系の顔役。 3年8組所属。ランク9位（その後暫定10位）。
「巨人」「人間山脈」と称される程の長身の男で、古武術の使い手。強面ながらオネェ言葉で話し、可愛いものが好きなどと言動は何かと女性っぽい。また料理や裁縫なども得意としている。紳士的な性格をしているが、仕合いの相手であれば容赦はしない。浅神と面識があるなど人脈は豊富。都古や詩希たちとは意気投合し、合気道部廃部騒動の際には幽霊部員として合気道部に入部することで廃部の危機を救っている。
玄霧 サクラ（くろぎり サクラ）
誕生日：9月1日 血液型：O型 身長：170cm 体重：49kg
稔を総長と呼ぶ、黒髪で片目を隠した女生徒。2年4組所属。ランク12位。
美術部および忍術部に所属しており、戸隠流忍術を得意とする。気配が薄く、それを生かした情報収集に長けるが、戦闘能力も高い。

### 生徒会
久我峰 国綱（くがみね くにつな）
誕生日：10月6日 血液型：AB型 身長：178cm 体重：76kg
浅上高校生徒会長。2年8組所属。ランク8位。
マリアの援護を受けてランキングの執行を行っているが、朱月会の影に隠れあまり実権を持っていない。そのため復権のために策を巡らしている。普段は容姿端麗文武両道の好青年だが、優秀な兄に対する強烈なコンプレックスを抱いており、兄の話題を出すと我を忘れる。その際はランク以上の実力を発揮するらしい。護身術と総合格闘技の使い手。オセロ部の所属で、珍しい文化系ランカーとして「文化系の星」と言われている。合気道部を取り込もうとした一件で都古と知り合い、想いを寄せるようになる。
藤村 空臥（ふじむら くうが）
誕生日：7月7日 血液型：O型 身長：172cm 体重：54kg
浅上高校副生徒会長。2年1組所属。ランク5位。
常に胸元を露出した制服の着こなしをするなど、非常にだらしのない性格だが剣道部主将も務める実力者で人望も厚い。少年のような中性的な風貌をしているが女生徒である。久我峰に懐いており、そのために生徒会に所属しているらしい。
相良（さがら）
浅上高校生徒会書記。3年生の男子生徒。相撲部員。ランク21位。
相撲部と弓道部の部費を賭けて美綴に仕合いを申し込むが、初手を完全に防がれ敗れる。

### 風紀委員会
軋間 紅葉（きしま くれは）
誕生日：5月5日 血液型：A型 身長：182cm 体重：65kg
風紀委員会首席。3年8組所属。ランクは黒（ランク外指定AA）。
大柄な女生徒で、美綴とあまり身長の差がない。握力・膂力ともに人並み外れており、持つだけで厚手の茶器を壊すほどの規格外の力を持つも、それを抑えようと日々努力している。職務上は非常に真面目で「オニ」と呼ばれるほど風紀に厳しいが、普段は少女趣味でのほほんとしており、浅神と波長が合うようで仲が良い。古流柔術の使い手。
牛頭 夕海（ごとう ゆみ）
風紀委員会所属の2年生。ランク6位
通称・ゴズ。髪を両後ろ側でまとめた、眼つきの鋭い女生徒。馬頭とコンビを組み、校内巡察などをしている。
馬頭 小夜（まとう さよ）
風紀委員会所属の2年生。ランク7位。
通称・メズ。黒髪ショートの大人しめな性格の女生徒。牛頭とのタッグはゴズメズと呼ばれている。

### その他の浅上高校の人物
如月 羽衣（きさらぎ はねい）
1年3組の女子生徒。愛称はハニー。
詩希の友人の一人で、眼鏡をかけた優等生タイプの少女。
不動 晶（ふどう あきら）
1年3組の女子生徒。あだ名はアキ。
詩希の友人の一人で、ショートカットヘアーの少女。
流 亮子（ながれ りょうこ）
1年3組の女子生徒。
詩希の友人の一人で、語尾に「にゃ」とつける脱力系の少女。
杜宇野 秋葉（とうの あきは）
浅上学園理事長。
メガネに巨乳の女性。全寮制女学院から現在の武闘派高校へと転身させた人物。
御子神 吉明（みこがみ よしあき）
1年3組にはってきた転入生。ランク2498位。
細身の美少年で、転入当初から女子生徒たちの視線を釘付けにした。ランクもかなり低いが実際は相当な筋肉質な肉体で、不自然な転入生としてアルクや久我峰からは不信感を抱かれている。転入当初から都古を知っており、彼女に強い興味を抱いている。

### キャメロットインターナショナルスクール
アルトリア・ペンドラゴン
高等部11期生の生徒会長。
金髪を三つ編みにした白人男性。外見から服装までどう見ても女性だが、性別は男である。非常に紳士な性格で誰に対しても好意的な態度を取るが、幼馴染であるアルクからは敬遠されている。パンダ師匠とは因縁があり、以前決闘でボロ負けしたという経緯がある。食事が趣味。獲物は剣。一人称は「私」だが、たまに「ボク」になる。
ランス
アルトリアの側近。メガネをかけた長身の白人男性。

### その他の人物
ギラ・ギルガメッシュ
シュメール女学院中等部学年首席。
小柄な体躯ながら姫月アルクと打ちあえるという屈指の実力者。多国籍企業ウルクCEOの令嬢でもある。性格は子供っぽくやや我儘なところもある。アルトリアに好意を寄せている一方、アルクとは犬猿の仲。その威厳・財力・権威でもって地元に君臨しようと目論んだことがあったが、既に都古が数々の武勇伝を打ち立てていたために失敗しており、都古を目の敵にしている。一人称は「我（ワタシ）」。
綺礼（きれい）
ギルガメッシュの側近を勤める男性。ギルガメッシュを「お嬢様」と呼ぶ。
時南 宗玄（じなん そうげん）
『月姫』シリーズに登場する時南針灸院を営む針医師。
小学生の都古に八極拳を勧めた張本人。高校に進学したのちも都古はたびたび顔を出している。
パンダ師匠（- ししょう）
都古の師匠としてたびたび回想に登場するパンダの着ぐるみ。
現在は消息不明。背中には「七ツ夜」と書かれており、詩希とも何らかの関係がある。またアルトリアとは遺恨がある。
尾藤（びとう）
都古の舎弟の一人。老け顔だが16歳。
恰幅のいい口ひげをはやした眼鏡男子。不良っぽい風体ながら義理堅い性格をしている。都古については「姉さん（シス）」と呼んで尊敬している。

## 設定
私立浅上高等学校（しりつ あさがみ こうとうがっこう）
生徒数約2500名、敷地面積25万㎡のマンモス校で、主人公たちの通う高校。学内ランキング制度という武術による順位づけを行っており、国内外に優秀なアスリートや武道の生かせる人材を輩出している。一方でそれによるスクールカーストが問題となっている。
元は中高大一貫の全寮制女学院であったとされており、当時の制服は『月姫』で登場した浅上女学院の制服と同じデザインになっていた。現状に方針転換したのは、今代の理事長であるという。
朱月会（あかつき かい）
浅上高校に存在する組織で、「仕合い」を監査・記録しているランキング監査委員会。本来は上層組織であるはずの生徒会よりも強い権限を持っており、事実上浅上高校を牛耳る存在となっている。会長は前生徒会長の姫月アルク。
葉隠（はがくれ）
校内未公認の体育会系親睦団体。朱月会とは一線を画した勢力基盤を築いているようだが、現在詳細は不明。
学内ランキング制度
浅上高校で最も重要視されている制度。武術による“強さ”をランキングにして、学内での優劣を定める制度。ランキングの上下は“仕合い（ランキング・バトル）”によって決定される。上位ランカーには学内でのあらゆる優遇と特権が与えられる。また上位ランカーの証としてバッヂが支給されており、金バッヂを頂点に銀バッヂなどがある。
キャメロットインターナショナルスクール
都古の地元である西三咲町近辺にある高校。外国人が多数在籍している。男子校。当初、浅上高校との合併を推し進めていた。

## 単行本
角川書店のレーベル・カドカワコミックス・エースより発売。
1. ISBN 978-4041207444（2013年6月26日発売）
2. ISBN 978-4041209226（2014年2月5日発売）
3. ISBN 978-4041017517（2014年6月26日発売）